# Иллирийский славянский алфавит

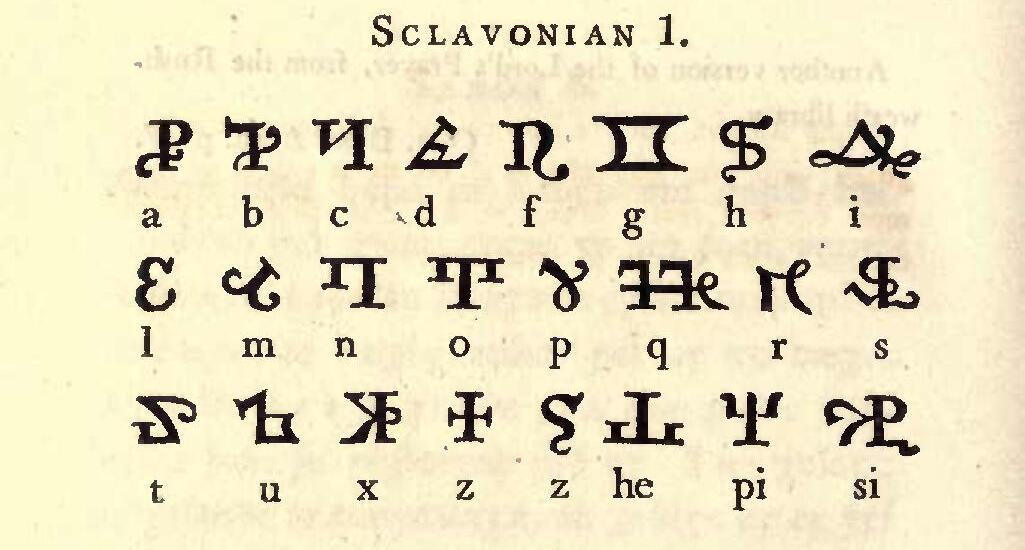
Иллирийский алфавит, озаглавленный как «склавинский первый», в книге «Pantographia» Фрай, Эдмунд

Иллирийский славянский алфавит (лат. Alphabetum Iliricum Sclavorum) — алфавит неясного происхождения, который встречается в нескольких печатных книгах-абецедариях XVI—XVIII веков и приписывается славянам. Никаких свидетельств его фактического использования на письме не обнаружено.

## История появлений
Алфавит впервые появился в книге «Libellus valde doctvs, elegans, & vtilis, mvlta & varia fcribendarvm literarvm genera complectens» Урбана Висса, вышедшей в Цюрихе в 1549 году.

## Состав алфавита
Во всех книгах, где этот алфавит появляется, он состоит из 24 букв, которым поставлены в соответствие буквы латиницы и, иногда, названия.